# 1·4 후퇴
1·4 후퇴(한국 한자: 1·4後退), 제3차 서울 전투(영어: Third Battle of Seoul), 서부 전선 제3차 공세(중국어 간체자: 第三次战役西线, 병음: Dì Sān Cì Zhàn Yì Xī Xiàn) 또는 중국 신년 공세(영어: Chinese New Year's Offensive)는 6.25 전쟁 중인 1950년 12월 경부터 이듬해인 1951년 1월 초 사이, 중국인민지원군의 공세로 유엔군의 주력이 서울에서 물러나고 공산군이 서울을 재점령한 사건을 가리킨다.
1950년 12월 31일, 중국인민지원군 제13병단이 38선 일대에서 대한민국 국군 제1, 2, 5, 6사단을 공격하며 임진강, 한탄강, 가평, 춘천 등지의 유엔군 방어선을 돌파했다. 이로 인해 방어군이 중국인민지원군의 압도적인 공격에 무너지지 않도록 하기 위해, 당시 미국 제8군 사령관이었던 매튜 리지웨이 중장은 1951년 1월 3일 서울에서 철수하기로 결정했다.
중국인민지원군은 전투 끝에 서울을 점령했지만, 이 공세는 오히려 유엔이 대한민국을 지원하는 데 결속을 다지게 만들었고, 유엔군 사령부는 한국 철수 계획을 곧 폐기했다. 동시에 중국인민지원군은 1950년 10월부터 몇 달간 지속된 전투로 인해 지친 상태였고, 이로 인해 유엔군은 한반도에서 주도권을 되찾을 기회를 얻게 되었다. 이후 리퍼 작전(Operation Ripper) 중 유엔군은 서울을 되찾았다.

## 배경
조선인민군의 남침 이틀 후, 그리고 중공군 개입 3개월 전인 1950년 6월 27일, 해리 S. 트루먼 대통령은 중화인민공화국으로부터 중화민국을 보호하기 위해 타이완 해협으로 미해군 제7함대를 급파하였다. 7월 1일, 저우언라이는 만일 미군이 38선을 넘는다면 자국의 군대는 북한군으로 가장해 전투에 참가할 것이라고 하면서 이를 위해 중국 공산당 지도부는 이미 묵덴지역에 12만명의 병력을 집결시켜 놓았다고 언급했다. 같은 해 8월 4일, 마오쩌둥은 소련정치국에 중화인민의용군의 준비가 완료되는 대로 전쟁에 개입할 것임을 보고하였다. 8월 20일 저우언라이 총리는 UN에 "한국은 중국의 이웃나라이므로...중국인은 한반도 상황에 개입해야만 한다."는 내용을 통보하였으며 중립국 외교관을 통하여 "중국의 안전을 위하여 UN의 한국전 개입을 방해할 것"이라고 미국에도 통보하였으나 트루먼 대통령은 "UN을 협박하기 위한 뻔한 시도"로 결말을 내렸다. 1950년 10월 2일, 한국군이 38선을 통과한 다음날, 소련 정치국은 중공군 개입을 승인하였고 후에 중공군은 미군 폭격기가 북한을 향하던 중 중공의 영공을 침범하였기 때문이라 주장하였다.
9월 모스크바에서 저우언라이 총리는 외교와 개인적 노선을 동원해 스탈린에게 군사와 물자지원을 요청했으나 스탈린은 이를 지체함에 따라 마오쩌둥도 예정을 변경하여 한국전 개입을 1950년 10월 13일에서 19일로 연기하였다. 소련군은 또한 공중엄호를 서방공군과의 전쟁경험을 위한 전선에서 100km 이상의 거리에서만 허용하였으나 이용된 미그-15s기는 UN의 제공권에 큰 위협을 가하였다.
1950년 10월 8일, 미군의 38선 이북으로의 진군 다음 날, 마오쩌둥은 중화인민해방군 북방지역군에게 중화인민의용군 휘하로 편입하여 한국을 침공할 것을 명령하였다.
중공인민의용군의 야간진군과 오전 5시 30분 이전까지 전개된 대공위장술, 그리고 이어진 주간진군팀의 다음 야영지 수색은 미 항공수색의 의용군 포착을 어렵게 하였다. 주간진군동안 항공기가 포착되면 사라질 때까지 병사들은 미동을 정지한 채 있도록 하였고 그러한 전략은 3사단을 만주의 안퉁에서 한국전쟁지역까지 460km를 19일 동안 이동시키는 것이 가능하게 하였고 반면 산악지대를 행군로로 선택한 다른 사단은 18일 동안 29km를 행군하는데 그쳤다.
그 동안, 1950년 10월 10일, 제89전차대대는 제1기갑사단에 포함되는 등 UN군은 기갑을 강화하고 있었다. 10월 15일, 비교적 약한 북한인민군의 저항에 맞서 제7기갑연대와 제70전차대대는 남천잠을 획득하였고, 10월 17일 평양으로 가는 주로의 우측측면으로 우회하여 황주를 공략하였다. 이틀 후, 제1기갑사단은 평양을 점령하였고 1950년 10월 19일, UN군은 북한 공략에 성공하였다.
10월 중순에 중화인민공화국의 저우언라이는 소련을 비밀리에 방문하고 모스크바에서 전문을 타전하였는데, 이 전문에는 “스탈린이 중국공산당 중앙위원회 정치국의 조선파병 반대결의에 이의를 표명하지 않았다”는 내용이 있었다. 10월 하순, 저우언라이가 모스크바에서 타전한 전문을 접수한 이후 중공 지도부에서는 한국전쟁 참전 여부에 관해 논란이 있었다. 가오강은 10월 25일 회의에서 자신이 중공군의 조선 파병을 반대하는 저우언라이와 심각한 논쟁을 벌였다고 언급하였다. 결정적 순간에 가오강은 펑더화이에게 미국이 조선 전역을 점령할 경우 중공과 국제 정세 전반에 야기될 위험을 설명하고 펑더화이를 설득하여 마오쩌둥에게 즉각적인 조선 파병을 공동 건의키로 합의했다.
1950년 10월 15일, 맥아더 장군은 태평양 웨이크 섬(Wake Island)에서 트루먼 대통령을 만나 중공군이 개입하기에는 이미 늦어 침공가능성이 적다고 의사를 밝혔고 중공군은 만주에 30만, 압록강변에 10~12만5천 명의 군이 포진해 있으며 그중 반 정도가 압록강을 넘어 남진할 수도 있으나 "공중지원 없이 그들이 평양으로 진격할 경우 대패할 것"이라고 단언하였다.
10월 24일, 중공 정부가 개최한 '민주적 정당' 지도자들과의 회의에서 마오쩌둥은 조선은 중국의 문턱으로, 일본이 조선 강점 이후 조선을 중국 침공의 교두보로 이용했음을 들어 미국의 조선 장악을 용인할 수 없다고 연설하였다. 또한 소련으로서는 조선의 사태에 개입할 당위성이 현재로서는 없으나 중공과 소련 간에는 우호 및 상호 원조 조약이 체결돼 있으므로 만약 미국이 중국을 공격하는 경우 소련은 조약상 중공에 대한 의무를 이행할 것이라고 말했다. 10월 25~26일, 중국 인민지원군은 북조선에서 한국군의 1개 대대를 궤멸시켰으며 이는 중공군의 한반도 내 첫번째 전투행위였다.

## 서막

### 중국군의 개입
두 번의 작은 충돌 후, 1950년 11월 1일 북한진영 깊숙이에서 첫 번째 대규모 미-중 전투가 벌어졌다. 수천의 인민의용군이 곳곳에 산재한 UN 지휘 부대를 북쪽, 북서쪽, 서쪽 3개 방향에서 삼자창 전법으로 포위, 공격하여 방어 태세의 측면을 괴멸시켰다. (운산전투) 11월말, 서부 진영 청천강 유역에서 인민의용군은 몇몇 한국군 사단과 남아있던 UN군의 측면을 괴멸시켰고 UN군은 철수하기 시작했다. 터키 여단이 중국 국경의 군우리에서 방어에 성공함에 따라 미8군은 퇴각로를 확보하였고 중화인민의용군의 진격을 4일간 늦출 수 있었다. 동부 진영의 함경남도 개마고원의 장진호 전투에서는 중공군의 삼지창 전법에 익숙하지 못했던 3 미 제7보병사단의 연대전투단(3,000명)과 미 제1해병사단이 5군단의 지원사격하에 겨우 탈출에 성공하였다. 이는 10배에 달하던 중공군 제9병단(7개 사단 병력, 12만 명 규모)에 포위되어 전멸 위기를 겪었다가, 간신히 성공한 후퇴 작전으로 미군측이 15,000명의 사상자를 낸 전투이다.
초창기의 전방 인민의용군은 중화기나 승무원 탑승의 경기갑이 전혀 없었으나 빠르게 그들의 이러한 단점을 장점으로 승화시켰다. 일반적으로 사용된 전법은 50명 규모의 소대에서 200명 규모의 중대 등 작은 규모의 부대를 침투시켜 여러 분대로 나눈 후, 한 분대가 미군의 퇴각로를 차단하는 사이 남은 분대는 전방과 측면을 합동공격하는 것이었다. 방어세력이 결국 패하여 후퇴할 때까지 전방위 공격을 집중함과 동시에 측면으로 몰래 이동하여 같은 전법을 반복하였다.
첫 번째 대공세 국면에서는 경험이 풍부한 경보병이 박격포 이상의 중장비의 도움 없이 공격을 주도하였고 이들 중공군은 수십 년 동안 중일전쟁과 국민당과의 내전을 통해 잘 훈련된 모습을 보였으며 야간기습에 특히 뛰어났고 무엇보다도 군사위장에 능통하였다. 순찰대는 UN군의 위치추적에 놀라울 정도로 성공적인 모습을 보였으며 이들 부대의 후면으로 이동, 퇴각로를 차단한 후 삼지창 전법으로 전방위 대공세를 가하는데 뛰어났다. 또한 하치 시키라 불리는 전법도 구사하였는데 이는 V자 진형을 구축하여 적군을 진형 가운데로 끌어들인 후, V자의 입구를 막아 퇴각로를 차단, V자 좌우측면이 적군을 포위, 섬멸하는 전법이었다. 이러한 전법은 온정, 운산 그리고 초산 전투에서 큰 성공을 거두었다.
11월 말, 인민의용군은 UN지휘본부를 북동부 북한에서 38선 이남까지 밀어냈다. 북한으로의 진격 때보다 빠르게 퇴각한 UN군은 북한 동부해안에 위치한 흥남시 주변에 방어선을 구축하여 고조를 기다렸다. 1950년 12월, 193척 분량의 UN군과 물자(군인 105,004명, 민간인 98,000명, 차량 17,500대, 물자 350,000톤)가 탈출하여 부산에 정박하였고 1950년 12월 16일, 트루먼 대통령은 대통령 성명으로 국가 비상사태를 선포하였다.
1951년 1월, 중화인민의용군과 북한인민군은 제 3단계 공세(중공군 동계 대공세)에 들어가 UN군을 비밀리에 포위, 공격하는 야간전술을 펼쳤다. 공격에는 요란한 나팔과 징이 동원되어 작전 전달과 적군을 혼란시키는 목적으로 이용되었다. 이러한 전법을 처음 목격한 UN군은 중공군 동계작전에 압도되어 1951년 1월 4일, 서울을 중공군에 빼앗기게 되었다.

### 38선 이북에서의 철수
1950년 12월 청천강 전투와 장진호에서 벌어진 공산진영의 예상치 못한 강력한 반격에 부딪힌 한국군과 미군은 38도선 이북에서의 대대적인 철수를 계획하였다. 이후 대한민국 국군이 12월 4일에 평양에서 철수하고, 이를 평양 철수 작전이라고 부르기도 한다. 그 결과 12월 6일에 인민군과 중공군이 평양을 재점령하였다. 12월 14일부터 24일 사이에 동부 전선의 한국군 12만과 피난민 10만이 흥남 부두에서 해상으로 철수하였는데, 이를 가리켜 흥남철수라고 한다. 장진호 전투에서 적진을 간신히 빠져나온 미국 제1해병사단도 12월 24일 흥남에서 철수했다.

## 같이 보기
- 제1차 서울 전투
- 서울 수복 전투